# IC 2864
IC 2864 је спирална галаксија у сазвјежђу Лав која се налази на листи објеката дубоког неба у Индекс каталогу.
Деклинација објекта је + 12° 22' 5" а ректасцензија 11h 28m 59,6s. Привидна величина (магнитуда) објекта IC 2864 износи 16,9 а фотографска магнитуда 17,7. IC 2864 је још познат и под ознакама NPM1G +12.0277, PGC 3090992.